# Глиновцы
Гли́новцы (укр. Глинівці)  — село в Андрушёвском районе Житомирской области Украины.

## История
Основано в 1862 году.
После начала Великой Отечественной войны райцентр был оккупирован наступавшими немецкими войсками, здесь был размещён немецко-полицейский гарнизон. 21 января 1944 года советские партизаны заняли райцентр.
В 1946 году указом ПВС УССР село Ляховцы переименовано в Глиновцы.
Население по переписи 2001 года составляло 648 человек.

## Адрес местного совета
с. Глиновцы, пл. Ленина, 1